# Romeo Must Die
Romeo Must Die is een Amerikaanse actie-/dramafilm uit 2000. De hoofdrollen worden vertolkt door Jet Li, Aaliyah, Isaiah Washington en Russell Wong.

## Verhaal
De film is een moderne bewerking van het verhaal Romeo en Julia. Romeo (Han Sing) is in deze bewerking een ex-agent die op zoek is naar de moordenaar van zijn broer. Deze moordenaar had banden met de Amerikaanse tak van de Chinese maffia. Juliet (Trish) is de dochter van de Amerikaanse maffiabaas. De twee worden op slag verliefd, tot afschuw van hun kennissen en families.

## Cast
| Acteur            | Personage                        |
| ----------------- | -------------------------------- |
| Jet Li            | Han Sing (gebaseerd op Romeo)    |
| Aaliyah           | Trish O'Day (gebaseerd op Julia) |
| Isaiah Washington | Mac                              |
| Russell Wong      | Kai                              |
| Delroy Lindo      | Isaak O'Day                      |
| D.B. Woodside     | Colin                            |
| Henry O           | Ch'u Sing                        |
| Jon Kit Lee       | Po Sing                          |
| Edoardo Ballerini | Vincent Roth                     |
| Anthony Anderson  | Maurice                          |
| DMX               | Silk                             |
| Matthew Harrison  | Dave                             |
| Terry Chen        | Kung                             |
| Derek Lowe        | Chinese boodschapper             |
| Ronin Wong        | Nieuwe gevangene                 |
| Bryon Lawson      | Hoofdbewaker                     |
| Kendall Saunders  | Colin's vriendin                 |
| Benz Antoine      | Crabman                          |
| Keith Dallas      | Uitsmijter                       |
| Taayla Markell    | Po's vriendin                    |
| Chang Tseng       | Victor Ho                        |
| Grace Park        | Aziatische danseres              |
| Jennifer Wong     | Aziatische danseres              |

## Achtergrond
De film werd opgenomen met een budget van 45 miljoen dollar. In Noord-Amerika was de film een succes, en bracht in totaal 18.014.503 dollar op in 2641 bioscopen. De totale opbrengst van de film kwam uit op 91.036.760 miljoen dollar.
De opnames van de film vonden plaats van 3 mei tot 23 juli 1999.

## Prijzen en nominaties
| jaar | prijs                           | categorie                                 | genomineerde(n)                                                               | uitslag     |
| ---- | ------------------------------- | ----------------------------------------- | ----------------------------------------------------------------------------- | ----------- |
| 2000 | Teen Choice Award               | Film - Choice Drama                       | -                                                                             | genomineerd |
| 2001 | ASCAP Award                     | Most Performed Songs from Motion Pictures | Tim Mosley                                                                    | gewonnen    |
| 2001 | Blockbuster Entertainment Award | Favorite Soundtrack                       | -                                                                             | genomineerd |
| 2001 | MTV Movie Award                 | Beste optreden van een vrouw              | Aaliyah                                                                       | genomineerd |
| 2001 | MTV Movie Award                 | Beste gevecht                             | Jet Li                                                                        | genomineerd |
| 2001 | MTV Movie Award                 | Breakthrough Female Performance           | Aaliyah                                                                       | genomineerd |
| 2001 | Taurus Award                    | beste gevecht                             | Gaston Howard, Lloyd Adams, Clay Donahue Fontenot, Ernie Jackson, Aubrey Culp | genomineerd |